# The Sims 4: В поход
The Sims 4: В поход (англ. The Sims 4: Outdoor Retreat) — первый игровой набор к компьютерной игре The Sims 4. Выход набора состоялся 13 января 2015 года на цифровой платформе Origin. Тема набора завязана вокруг возможности провести отдых на дикой природе в палатках и похожа по содержанию на отдых в Озёрном крае из дополнения к The Sims 2 — «Путешествия».
«В поход» является первым игровым набором — расширением к The Sims, по содержанию меньшим, чем «дополнение», но больше, чем «каталог». Создание набора стало итогом предоставления творческой свободы одному из дизайнеров в команде разработчиков.
Критики похвалили «В поход» за предоставленный красивый и обширный игровой мир, однако не оценили количество доступного контента.

## Геймлей
Игровой набор добавляет игровой мир — курорт Гранит Фоллз (англ. Granite Falls рус. Гранитные водопады), чья природа напоминает горы и реки севера США и Канады с таёжными лесами, он усеян соснами, горными реками и водопадами. Суть курортной поездки — отдых и времяпровождение в дикой природе. Симы могут снимать коттеджи или жить на улице в палатке. Набор добавляет возможность спать/заниматься вуху в палатке, сидеть и жарить у костра, смотреть на звёзды, играть в подкову и пользоваться переносным холодильником. В Гранит Фоллз появляются насекомые, которых можно ловить, они могут кусать симов. Также есть возможность собирать дикие растения и из них варить разные зелья и снадобья, развивая навык траволечения. Если у персонажа есть вопросы, касаемые Гранит Фоллз, он может спросить о них у местного гида. В лесу имеется тайный проход, который ведёт к скрытой локации — убежищу отшельника. Отшельник может рассказать об особом рецепте траволечения.

## Создание и выпуск
Впервые о предстоящем выпуске игрового набора стало известно 18 декабря 2014 года тогда же появились первые изображения расширения. Это самое первое платное расширение к The Sims 4, которое предшествовало дополнению «На работу». 19 декабря стал доступен официальный трейлер набора. Это также самый первый «игровой набор» во франшизе The Sims, чьи расширения всегда делились на дополнения и каталоги. Сам же игровой набор представляет собой ограниченную версию дополнения, объединённую общей тематикой, возможность набора сосредоточена на изучении новой локации симами, полной новых игровых возможностей. Над игровым миром работал дизайнер Майкл Тру, во время разработки ему дали большую творческую свободу, и Майкл признался, что в результате именно ему пришла идея создать тайное жилище отшельника-садовника.
Выход набора состоялся 13 января 2015 года, который был доступен для покупки на цифровой платформе Origin, 17 февраля 2015 года The Sims 4 стала доступна для установки на операционной системе Mac OS, вместе с ней доступен стал и набор В «Поход». Это также единственное платное расширение, которое было доступно при выпуске только на Windows.
На физическом носителе игровой набор стал доступен в составе коллекции The Sims 4 Коллекция 2 (англ. The Sims 4 Bundle Pack 2) 22 октября 2015 года в США и России 7 ноября 2015 года. Ещё раз набор был выпущен 15 ноября 2016 года в составе коллекции The Sims 4 Коллекцияː На работу (англ. The Sims 4 Bundle: Get To Work). 4 декабря 2018 года выход дополнения состоялся для игровых приставок PlayStation 4 и Xbox One.

## Музыка
Следуя традициям, вместе с данным дополнением были добавлены перезаписанными на симлише синглы, в частности для игрового набора свою песню записала группа Golden Youth.
| №  | Название                       | Автор(ы)       | жанр/звучит вː     | Длительность |
| -- | ------------------------------ | -------------- | ------------------ | ------------ |
| 1. | «Where's Your Heart Gone»      | Golden Youth   | Альтернативный рок | 3:38         |
| 2. | «Get it Right»                 | Oh Honey       | Альтернативный рок | 2:50         |
| 3. | «Zolombray»                    | The Shoaks     | Альтернативный рок | 3:11         |
| 4. | «Man Down»                     | Келейв Чампмэн | Альтернативный рок | 3:48         |
| 5. | «Celeste»                      | Эзра Вайн      | Альтернативный рок | 3:25         |
| 6. | «Please Don't Say You Love Me» | Габриэль Аплин | Альтернативный рок | 2:59         |

## Восприятие
| Сводный рейтинг    | Сводный рейтинг |
| Агрегатор          | Оценка          |
| ------------------ | --------------- |
| GameRankings       | 67,5 %          |
| Metacritic         | 66 %            |
| Иноязычные издания |                 |
| Издание            | Оценка          |
| IGN                | 7,5/10          |
| Eurogamer          | 5/10            |

Игровой набор получил смешанные оценки от критиков, по версии Metacritic средняя оценка составляет 66 %. Сайт TheGamer назвал «В поход» по состоянию на 2019 год четвёртым лучшим игровым набором в The Sims 4. Помимо этого, игровой набор занимает второе место с конца по популярности среди игроков.
Критик сайта Criticalhit заметил, что игровой набор «В поход» добавляет достаточно много новых и интересных возможностей, чтобы купить его и опробовать. Похожего мнения придерживается и критик Nzgamer, заметив, что на отдыхе в лесу достаточно много новых и интересных мероприятий, чтобы завести новые знакомства или вернуться туда снова. Представитель Impulsegamer заметил, что новый мир Гранит Фолз выглядит более открытым и приближенным к The Sims 3, но при этом наполнен красивыми декорациями в виде рек, горных потоков, водопадов, деревьев итд, и визуально приятнее, чем полупустые открытые миры третьего симулятора.
Часть критиков оставили негативные отзывы о наборе. Например критик Eurogamer заметил, что набор добавляет слишком мало новых возможностей и функционала, а новые действия ограничены например игрой с подковой, сидением у костра и сном в палатке. Представитель Gaming trend был недоволен тем, что в Гранит Фолз нельзя покупать участки, а аренда жилища и стоимость жизни слишком дорога, чтобы не обходится без чит-кодов. По его мнению, игровой набор не предлагает чего-то масштабного и не расширяет возможности базовой игры, а основная часть игроков опробует отпуск вместе с симом в лесу и вероятно больше не вернётся к дополнению.